# Acanthermia
Acanthermia là một chi bướm đêm thuộc họ Erebidae.

## Các loài
- Acanthermia anubis
- Acanthermia atomosa
- Acanthermia atriluna
- Acanthermia basimochla
- Acanthermia bathildes
- Acanthermia brunnea
- Acanthermia carbonelli
- Acanthermia concatenalis
- Acanthermia didactica
- Acanthermia discata
- Acanthermia dyari
- Acanthermia guttata
- Acanthermia hebes
- Acanthermia incisura
- Acanthermia inculta
- Acanthermia infraalba
- Acanthermia insulsa
- Acanthermia iphis
- Acanthermia juvenis
- Acanthermia latris
- Acanthermia librata
- Acanthermia longistriata
- Acanthermia madrina
- Acanthermia medara
- Acanthermia mediana
- Acanthermia missionum
- Acanthermia modesta
- Acanthermia nigripalpis
- Acanthermia orthogonia
- Acanthermia palearis
- Acanthermia pallida
- Acanthermia paloma
- Acanthermia pantina
- Acanthermia parca
- Acanthermia perfasciata
- Acanthermia pupillata
- Acanthermia regia
- Acanthermia renicula
- Acanthermia sabata
- Acanthermia samia
- Acanthermia stigmaphiles
- Acanthermia stigmatica
- Acanthermia subclara
- Acanthermia taltula
- Acanthermia umbrata
- Acanthermia valida
- Acanthermia velutipuncta
- Acanthermia xanthopterygia